# Cubaris pacificum
Cubaris pacificum är en kräftdjursart som först beskrevs av Lancelot Alexander Borradaile 1900.  Cubaris pacificum ingår i släktet Cubaris och familjen Armadillidae. Inga underarter finns listade i Catalogue of Life.